# Свети Яков (Поврожник)
„Св. Яков“ (на полски: Cerkiew św. Jakuba) е дървена римокатолическа църква в село Поврожник в Малополското войводство на Полша. През 2013 г. храмът е включен в списъка на световното наследство на ЮНЕСКО, заедно с други дървени църкви в района на Карпатите от Полша и Украйна.

## Описание
Храмът в Поврожник е известен от 1604 г., но от първоначалната сграда е оцеляла само ризницата. Външният вид на съвременната църква е оформен през 17 – 18 век. Сградата обаче е значително преустроена по време на реконструкцията през 1813 година. Църквата е преместена от старото място на ново поради риска от наводнение.
Църквата принадлежи към класическите образци на лемковския стил. Има тридилен план, кула-камбанария с наклонени стени, която е увенчана с дървен покрив с кован кръст. На кулата е монтирана камбана от 1615 г. Над нефа се издига купол, покрит с шатров покрив. Олтарът отвън също е увенчан с малък купол. Църквата, както е било обичайно в старите лемковски църкви, има прозорци само от южната страна. Това има практическо (защита от сняг и пориви на вятъра) и мистично значение (според общоприетото вярване силите на злото идват от север). След операция „Висла“ през 1947 г., когато лемките са преселени в западните територии на Полша, храмът започва да се използва от римокатолическата църква.
В храма няма стенописи, но иконостасът от 18 век е запазен. Във връзка с използването на църквата от католици тя е преоборудвана: иконата на Деис и пророците е поставена на източната стена на нефа, други икони висят директно на олтарната стена. Оцелели са икони от предишния иконостас от 17 век, както и изображения на „Страшния съд“ (1623) и „Оплакването на Христос“ (1646).
Храмът е заобиколен от каменни стени със статуи на светци.